# Siphocampylus subcordatus
Siphocampylus subcordatus är en klockväxtart som beskrevs av Henry Hurd Rusby. Siphocampylus subcordatus ingår i släktet Siphocampylus och familjen klockväxter.
Artens utbredningsområde är Bolivia. Inga underarter finns listade i Catalogue of Life.